# Thouarella (Epithouarella) crenelata
Thouarella (Epithouarella) crenelata is een zachte koraalsoort uit de familie Primnoidae. De koraalsoort komt uit het geslacht Thouarella. Thouarella (Epithouarella) crenelata werd in 1907 voor het eerst wetenschappelijk beschreven door Kükenthal. 